# Storia dell'Unione Sportiva Catanzaro 1929
La storia dell'Unione Sportiva Catanzaro 1929, società calcistica italiana con sede a Catanzaro, si estende per oltre novant'anni.
Fondata nel 1927 dall'unione tra le due principali società sportive cittadine del tempo, nei suoi primi anni di vita partecipò a campionati regionali e interregionali prima di debuttare, nel 1933, in Serie B. Il club calabrese militò dal 1959 al 1984 in Serie B e Serie A, vivendo i suoi migliori momenti sportivi nel 1966, con l'approdo alla finale di Coppa Italia, e nel lustro compreso fra il 1979 e il 1983, quando militò consecutivamente per cinque anni in massima serie, partecipando anche a due semifinali di Coppa Italia. Il miglior risultato in Serie A coincide con due settimi posti consecutivi: nel 1980-1981 e nel 1981-1982.
Si tratta della prima squadra della regione ad aver conquistato la promozione in Serie B e successivamente in Serie A, inoltre l'unica ad aver disputato almeno una semifinale e una finale della coppa nazionale.

## Le origini
I primi segnali di calcio a Catanzaro, iniziarono a gennaio 1908 quando il marchese Antonio Susanna, rampollo di una famiglia nobile del luogo, assieme ad un gruppo di altri blasonati catanzaresi diede vita ad una società sportiva battezzata "Juventus Catanzaro" che non aveva come scopo principale il football, ma tutt'altra serie di attività sportive (caccia, golf, cricket, equitazione). Il calcio a Catanzaro iniziava a collezionare simpatizzanti ma rimase, come del resto era avvenuto ovunque, privilegio della classe aristocratica e dell'alta borghesia locale.
Nella primavera del 1912, nel polveroso cortile della caserma del Regio Esercito Guglielmo Pepe, venne giocata una gara tra i nobili catanzaresi e una rappresentativa cosentina; all'incontro iniziarono a presentarsi tante persone più che altro per assistere alla novità.
Nel 1913, nasce a Catanzaro una nuova società sportiva di ispirazione monarchica: la Vittorio Emanuele e iniziarono i diversi derby con degni rivali provinciali. I derby si succedevano con una periodicità quindicinale. La gara più importante per la Vittorio Emanuele venne registrata a Cosenza, contro una formazione locale. Era il 23 febbraio 1914, e gli atleti giunsero a Cosenza dopo un viaggio durato quasi un giorno a bordo delle poche auto di proprietà dell'aristocrazia cittadina; il match terminò 1-1.
Trascorsa la bufera della prima guerra mondiale, a Catanzaro nell'immediato dopoguerra si erano costituite due società: la Società Sportiva Ercolino Scalfaro, nel 1919, e l'Unione Sportiva Audace che, secondo alcune fonti, fu fondata nel 1922, mentre secondo altre in quell'anno fu assorbita dalla Scalfaro. Entrambe fondate per giocare e diffondere il football, per circa quattro anni militarono nei campionati regionali. La Scalfaro, continuatrice della Vittorio Emanuele, continuava a rinverdire le velleità sportive della Catanzaro blasonata. Fu anche la continuazione della ormai leggendaria Juventus del marchese Susanna il quale iniziò ad abbandonare lo sport per dedicarsi alla vita politica.
In tutta Italia avanzava la corrente fascista e iniziarono a nascere le prime rappresentative calcistiche fasciste. La Scalfaro assorbì l'Audace e per qualche tempo si diede vita ad una serie di incontri con le squadre delle altre città calabresi come Cosenza e Reggio Calabria. Tale formazione fu protagonista di un'amichevole definita "epica": nel maggio del 1923 gli atleti della Scalfaro intrapresero un viaggio verso Cosenza, per disputare un'amichevole con la formazione locale, a bordo di due camion. Durante il viaggio uno dei due camion si ruppe, costringendo la metà dei giocatori catanzarese a percorrere diversi chilometri a piedi in compagnia dei tifosi al seguito, per raggiungere la città bruzia. I catanzaresi, nonostante ciò, vinsero 2-1. Quello stesso anno fu fondata la società calcistica "Giulio Braccini", dal nome di un ufficiale catanzarese medaglia d'oro al valore militare, con l'intenzione di partecipare al campionato regionale di Terza Divisione. Tale società infatti assorbì la sezione calcio della Scalfaro, partecipando per la prima volta al campionato di Terza Divisione 1923-1924. Tre anni più tardi, nel 1927, la Braccini e la Scalfaro decisero di fondersi per dare vita ad un unico sodalizio di football: l'Unione Sportiva Catanzarese. Alla presidenza venne designato ancora una volta il marchese Susanna.

## Il primo trentennio (1927-1960)

Il Catanzaro nella stagione 1929/30

Il Catanzaro venne fondato nel 1927 con il nome di Unione Sportiva Catanzarese, e rinominato nel 1929 Unione Sportiva Fascista Catanzarese. La società fu inizialmente guidata da diversi personaggi noti della città, come il Marchese Antonio Susanna e l'avvocato Alfredo Cantafora e diretta dal Barone Enrico Talamo. Sin dalla fondazione adottò i colori e il simbolo della città, l'Aquila imperiale, in ricordo dell'aquila donata alla città di Catanzaro da Carlo V.
Nel 1929-30, avendo la Nocerina rinunciato a disputare il campionato di I categoria, la “Catanzarese” fu ammessa a disputare il campionato in luogo della società campana.
Nel 1932-33, dopo gli spareggi con il Siracusa a Napoli, e con il Perugia, vincitore dell'altro girone, la Catanzarese, allenata dall'ungherese Géza Kertész, vinse il campionato di prima divisione ottenendo per la prima volta nella sua storia la promozione in Serie B, prima squadra della Calabria a raggiungere l'ambito traguardo.
In quell'anno entrò in società il futuro presidente Nicola Ceravolo.
Nel successivo campionato, la U.S. Catanzarese si classificò al quarto posto.
Tornati successivamente in serie C, nel 1935-36, i giallorossi riconquistarono la serie B sotto la guida del tecnico Migliorini.
La permanenza in cadetteria durò lo spazio di una sola stagione.
Nel 1937, Riccardo Mottola succedette al barone Talamo al comando della società.
Intanto la Catanzarese, a causa di una insolvenza finanziaria, dovette rinunciare ad iscriversi al successivo campionato di serie C, ripartendo nuovamente dalla Prima divisione.
Successivamente, il club dal 1939 al 1945 rimase inattivo a causa della seconda guerra mondiale.
Nel 1945 la società cambiò denominazione di Unione Sportiva Catanzaro.
Nel 1950 Aldo Ferrara acquisì la guida della società, mantenendola sino al 1958.
Intanto, in base alla ristrutturazione dei campionati professionistici operata nel 1952, il Catanzaro fu inserito nel 1952-53 al campionato di IV serie, torneo che venne vinto sancendo la promozione in serie C, vincendo tra l'altro il titolo di IV Serie grazie al successo nel mini torneo tra le prime classificate di tutti i gironi.
Il campionato 1956-1957 vede la squadra soffrire la tragedia di Piero Torrini, ventiseienne difensore della squadra nativo di Sesto Fiorentino, morto il 28 ottobre a Pavia dopo un malore subito in campo.
Nel 1958 divenne presidente Nicola Ceravolo, fino a quel momento vice di Aldo Ferrara. Grazie a Ceravolo, l'U.S. Catanzaro raggiunse i maggiori successi.

Nicola Ceravolo, presidente del Catanzaro dal 1958 al 1979

Un anno importante fu il 1959, al termine della stagione di serie C girone B 1958-59 il Catanzaro, allenato da Piero Pasinati venne promosso in serie B per la quarta volta. Il campionato venne vinto con 17 vittorie, 13 pareggi e 4 sconfitte, 56 furono i gol fatti e 15 i subiti.

La squadra del Catanzaro che centrò la promozione in serie B nel 1959

Gianni Fanello, calabrese di Pizzo Calabro (successivamente ceduto al Milan) e Gennaro Rambone furono capocannonieri del torneo entrambi con 15 reti. Subito dietro, il triestino Egidio Ghersetich con 11 reti.
Le partite con i risultati più ampi furono il 7-0 contro l'Aquila e il 10-0 con cui il Catanzaro sconfisse, sempre in casa, il Siracusa, in quel momento primo in classifica.
I derby regionali contro la Reggina si conclusero vittoriosamente coi punteggi di 2-0 in casa e 2-1 in trasferta e contro il Cosenza maturarono due pareggi, 1-1 in casa e 0-0 al S. Vito, con quest'ultima che arrivò seconda con un solo punto di svantaggio, sfumando la promozione.
A Catanzaro, la folla sportiva catanzarese era in festa.
Anche dalla provincia di Reggio Calabria, si guardò a questo avvenimento con soddisfazione e gioia: Un articolo apparso sul numero unico "Il Giallorosso", de 14 giugno del 1959 per festeggiare la conquista della serie B del Catanzaro venne intitolato "Catanzaro la città-guida del calcio calabrese", e scritto da un giornalista di Roccella Jonica, Lucio Macrì.
Nel campionato di B 1959-1960 il Catanzaro partecipò alla Coppa delle Alpi, competizione ormai scomparsa che si disputava tra squadre italiane e svizzere, vincendo 5-1 in casa e pareggiando 0-0 in trasferta contro il S. Gallo, contribuendo alla conquista del trofeo da parte dell'Italia: si trattò del primo confronto internazionale per il Catanzaro.

## Gli anni sessanta

### Assestamento in Serie B e la finale di Coppa Italia del 1966

Il Catanzaro sceso in campo a Roma, il 19 maggio 1966, nella finale della Coppa Italia.

Dopo sei campionati consecutivi disputati in Serie B, nei quali la squadra conquistò sempre le salvezze mantenendo la categoria, nella stagione 1965-1966 la squadra allenata da Dino Ballacci arrivò a contendersi la Coppa Italia contro la Fiorentina.
Le Aquile giallorosse debuttarono nel torneo il 29 agosto 1965 in casa contro il Messina, altra squadra di serie B, vincendo 2-0 con doppietta di Gianni Bui.
Il secondo turno, giocato in novembre, vide il Catanzaro vincente al San Paolo contro il Napoli per 1-0, con una rete sempre di Bui.
Nel terzo turno il Catanzaro affrontò un'altra squadra di Serie A, la Lazio, vincendo per 3-1 sul campo neutro di Cosenza per la squalifica del "Militare", con le reti di Bonfada, Tribuzio e Bui.
Ai quarti di finale, che si disputarono il 6 gennaio 1966, il Catanzaro vinse ai rigori per 4-1 contro il Torino, dopo aver impattato 0-0 nei tempi regolamentari e supplementari.

Biglietto d'ingresso per la finalissima di Coppa Italia del 1966

In semifinale, il Catanzaro si trovò ad affrontare, in trasferta, la Juventus. Ci fu un vero e proprio esodo della tifoseria giallorossa e, contro ogni pronostico, davanti a 25.000 calabresi, i giallorossi riuscirono ad espugnare il Comunale di Torino per 2-1, con doppietta di Tribuzio.
Alla fine solo i viola della Fiorentina in finale (arbitro Antonio Sbardella di Roma), fermarono l'impresa dei giallorossi: i toscani andarono in vantaggio con Kurt Hamrin e raddoppiarono, dopo il momentaneo pareggio di Giuseppe Marchioro, con un rigore di Bertini nei tempi supplementari.
In campionato, la squadra non risultò altrettanto brillante come in coppa, terminando il torneo al 10º posto.
Gianni Bui, con 18 marcature, fu il capocannoniere del torneo.

## Gli anni settanta

### 1971: La prima promozione in Serie A

L'undici del Catanzaro che il 27 giugno 1971 batté il Bari nello spareggio di Napoli conquistando la promozione in Serie A

La stagione 1970-1971, dodicesima consecutiva in Serie B, si avviò con lo stesso obbiettivo delle precedenti, ovvero quello di ottenere la salvezza e mantenere la categoria. Invece i giallorossi, allenati da Gianni Seghedoni, giunsero, dopo un'importante cavalcata nel girone di ritorno, agli spareggi per la promozione nella massima serie.
Il 27 giugno 1971 allo Stadio San Paolo di Napoli si giocò la terza e ultima giornata del mini-torneo tra le tre squadre arrivate appaiate a 47 punti, tra cui dovevano uscire solo due da promuovere in Serie A. In precedenza l'Atalanta aveva vinto 2-0 a tavolino contro il Bari e per 1-0 contro i giallorossi a Bologna; rimaneva questo spareggio tra Catanzaro e Bari per assegnare l'ultimo posto disponibile nella massima serie.
La partita terminò 1-0 per il Catanzaro - che festeggiò quindi la promozione - con un gol all'80' di Angelo Mammì.
A fine gara i festeggiamenti assunsero la conformazione di un carnevale di Rio, con l'intera città di Catanzaro impazzita e ubriaca di felicità ed entusiasmo. Anche a Cosenza e a Messina si registrarono scene di entusiasmo per il trionfo dei giallorossi. A Catanzaro, sul Corso Mazzini venne eretta in pochissime ore una gigantesca lettera "A".

Il gol decisivo di Angelo Mammì nella gara di spareggio contro il Bari

Così recitava l'articolo di Giuseppe Pacileo sul Corriere dello Sport del 28 giugno 1971: 

La gigantesca A eretta su Corso Mazzini per celebrare la prima promozione nella massima serie

Nel giro di soli tre mesi, vennero iniziati e ultimati i lavori per aumentare la capienza dello stadio sino a 30.000 posti.

Il Catanzaro 1971-1972

La squadra allestita da Ceravolo per affrontare la prima stagione in Serie A, era prevalentemente composta da esordienti nella massima categoria. Fu acquistato il capocannoniere del passato torneo cadetto, Alberto Spelta, uno dei pochi della rosa a vantare qualche presenza nella massima serie, e come altro innesto di esperienza giunse in giallorosso Luigi Maldera, dal Milan, mentre la difesa venne cambiata con gli arrivi di Sergio Zuccheri dalla Reggiana e Giampiero D'Angiulli dal Monza.
L'avventura in serie A iniziò con un trittico di partite molto ostiche ma altrettanto affascinanti: Juventus, Inter e Cagliari. Il clima di euforia fece passare in secondo piano le prime due sconfitte(2-4 a Torino con i bianconeri e 0-2 in casa contro i nerazzurri). Il primo punto venne invece conquistato a Cagliari, bissato poi la settimana successiva a Genova contro la Sampdoria. Nel girone di andata i giallorossi, nonostante diversi tentativi, rimasero a secco di vittorie.
Il girone di ritorno si aprì con la visita al Militare della capolista Juventus. Sembrava dunque una partita dall'esito scontato e invece accadde l'imprevedibile: il 30 gennaio del 1972 fu la data di una delle partite diventate per i sostenitori del Catanzaro leggenda. Il Catanzaro colse la sua prima storica vittoria in serie A proprio contro la Juventus con una rete del solito Angelo Mammì a pochi minuti dalla fine.

Il Gol di Mammì alla Juventus nel 1972 che sancì la prima vittoria in Serie A delle Aquile

Sconfitta inaspettata, per i bianconeri, che andarono ad "accusare" la dirigenza giallorossa rea di aver innaffiato il campo tutta la notte prima della partita per renderlo più pesante.
Fu una vittoria, descritta dall'allora giornalista futuro direttore del Corriere dello Sport Stadio Antonio Ghirelli che "trascende il suo valore concreto per tradursi in una patente di nobiltà sportiva per una squadra, per una società, per un ambiente".
La permanenza nel massimo campionato si giocò alla penultima giornata, quando al Militare venne ospitata la diretta concorrente alla salvezza, il Verona che arrivava a Catanzaro con un punto in più. I gialloblu riuscirono ad uscire indenni conquistando il pareggio nonostante gli sforzi delle Aquile che retrocedettero per un punto di distacco.
Il primo anno di una calabrese in Serie A, terminò dunque con un bilancio finale di tre vittorie, 15 pareggi e 12 sconfitte.
La squadra poi partecipò anche al Torneo Anglo-Italiano contro Stoke City e Carlisle United e nel giugno del 1972 volò negli Stati Uniti per una tournée che vide il Catanzaro vincente contro il Toronto e sconfitto dal Santos di Pelé (al Madison Square Garden di New York) e contro gli argentini dell'Huracan a Boston.

### Lo spareggio di Terni del 1975 e la seconda promozione in Serie A nel 1976

Il Catanzaro classificatosi al 1º posto insieme a Genoa e Foggia nel campionato 1975-1976

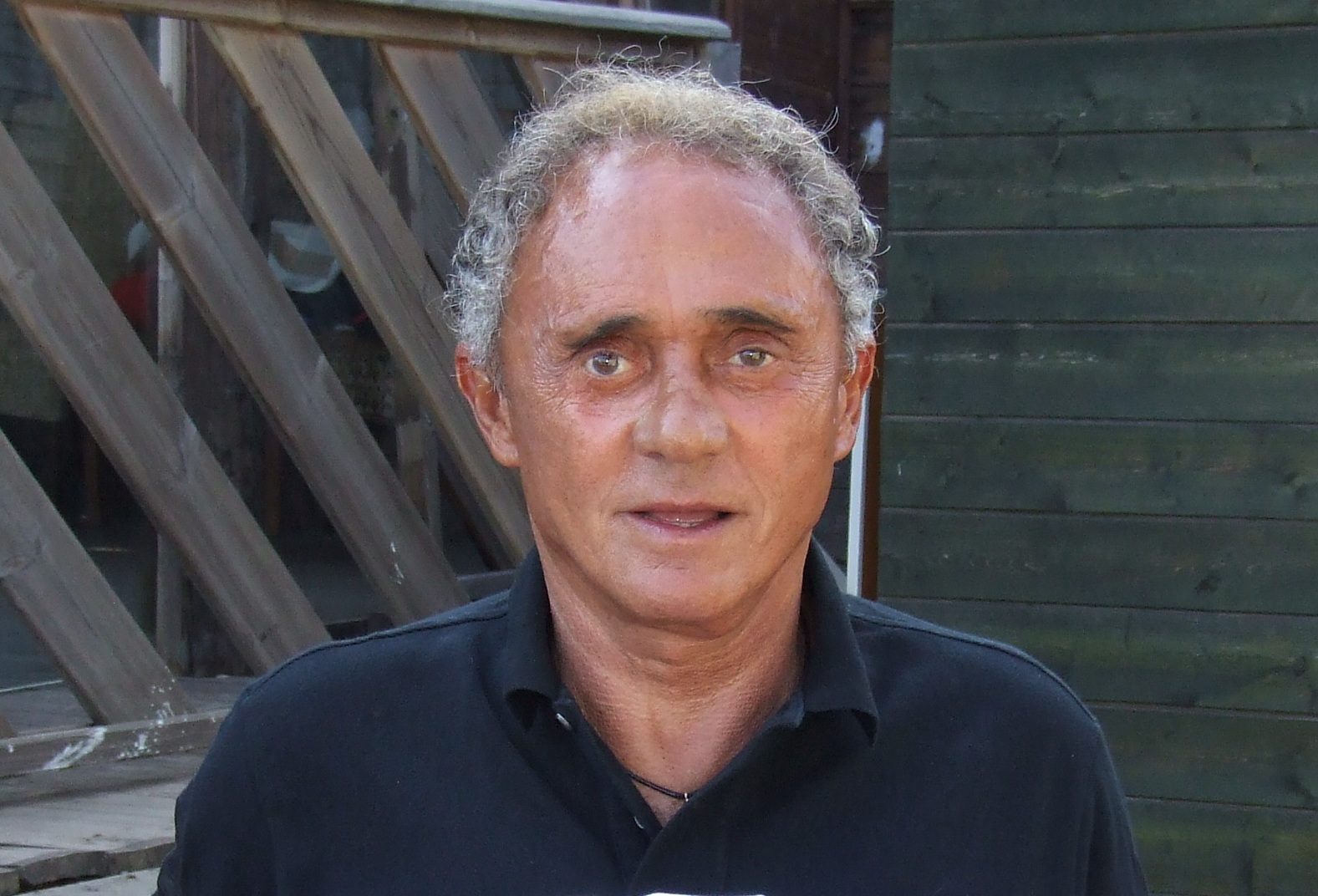
Gianni Di Marzio, il mister della seconda promozione in A

Dopo due annate di transizione, nella stagione 1974-1975 il Catanzaro, allenato da Gianni Di Marzio, fu nuovamente in corsa per la promozione in serie A: terminò la stagione a 45 punti, appaiato al terzo posto con il Verona.
Quattro anni dopo dunque, il Catanzaro si ritrovò nuovamente a disputare uno spareggio per la conquista della massima serie.
Lo spareggio tra il Catanzaro e il Verona venne disputato il 26 giugno 1975, allo stadio Libero Liberati di Terni.
Vinsero i gialloblu, con un gol al 25' del primo tempo di Mazzanti. L'amarezza per la sconfitta si aggiunse alla tristezza per la morte di un tifoso del Catanzaro, Carlo Maria Talarico, a causa di un grave incidente accorso ad un pullman proveniente da Catanzaro.
In quell'anno debuttò in giallorosso Massimo Palanca, futuro beniamino dei tifosi, acquistato dal Frosinone per 120.000.000 di lire.
Nella prima stagione realizzò 4 reti.
L'anno seguente, stagione 1975-76, Palanca migliorò le sue prestazioni, segnando 11 reti che permisero al Catanzaro, rimasto sotto la guida di Di Marzio, di rifarsi della delusione dell'anno precedente conquistando la seconda promozione della sua storia in Serie A, terminando in prima posizione appaiato a 45 punti con Genoa e Foggia.
L'ultima giornata si giocò a Reggio Emilia davanti ad un pubblico interamente giallorosso: al 67' Palanca aprì le marcature ma a quattro minuti dalla fine la Reggiana pareggiò, cosa che avrebbe costretto il Catanzaro ad un ennesimo spareggio per la promozione.
Ci pensò al 90' Gianni Improta, segnando il gol che valse vittoria e promozione.	
Nel secondo campionato nella massima serie, stagione 1976-1977 ancora con Di Marzio allenatore, la squadra fece sempre 21 punti classificandosi nuovamente al 15º posto a cinque punti dalla salvezza.
Da ricordare comunque le vittorie conquistate contro il Milan per 1-0 (rete di Sperotto) in campo neutro a Catania e, la giornata successiva, contro la Lazio sempre per 1-0 allo Stadio Olimpico di Roma, grazie ad un'autorete al 13' di Pulici, che valse la prima vittoria fuori casa in Serie A.
In ottobre per la seconda volta, il Catanzaro tornò in America per la sua seconda tournée, che si disputò a Toronto contro il locale Club Italia, e a New York contro la squadra argentina dell'Huracan.

### 1977-1980: Terza promozione in A e assestamento nella massima serie
Nel 1977-1978, dopo un solo anno in serie B, il Catanzaro centrò la terza promozione in otto stagioni, e la seconda in tre anni, nella massima serie.
I giallorossi, allenati da Giorgio Sereni arrivarono secondi con 44 punti insieme all'Avellino (primo l'Ascoli dei record).
Capocannoniere del torneo, con 18 reti in 32 gare disputate, fu Massimo Palanca, e altrettanto bene fece Renzo Rossi con 10 marcature.
Per la prima volta la promozione venne festeggiata in casa, quando, all'ultima giornata, i giallorossi ebbero la meglio sul Como, per 1-0 con rete di Palanca al 3º minuto di gioco.
La conquista della Serie A fece ancora una volta esplodere l'entusiasmo dei Calabresi in tutta la penisola. In particolare a Torino si registrarono caroselli di macchine colorate di giallorosso per tutta la notte.
L'anno successivo, torneo di Serie A 1978-1979, il Catanzaro, allenato da Carlo Mazzone, centrò la prima salvezza nella massima serie con un ragguardevole 9º posto finale con 28 punti.
Furono due i successi esterni: 2-0 ai danni dell'Atalanta e, soprattutto, il 3-1 alla Roma il 4 marzo 1979 all'Olimpico con tripletta di Palanca, (il primo gol siglato al 6' minuto con un tiro calibrato direttamente dalla bandierina del calcio d'angolo).
Il bomber giallorosso segnò in tutto 10 reti divenendo, inoltre, capocannoniere della Coppa Italia 1978-1979 con otto realizzazioni, che consentirono al Catanzaro di raggiungere la semifinale contro la Juventus (pareggiando 1-1 in casa e perdendo 2-4 a Torino), dopo aver vinto il girone (tre vittorie e un pari a San Siro contro il Milan che vincerà lo scudetto) e superando il Cagliari nei quarti (2-2 al Sant'Elia, 1-0 al Comunale).
La stagione 1979-1980, secondo campionato consecutivo, quarto in assoluto, delle Aquile in Serie A, non cominciò nei migliore dei modi e sin dal principio costrinse il Catanzaro a lottare nella parte bassa della classifica; il risultato del campo decretò la retrocessione, ma nel frattempo giunse lo scandalo calcio scommesse, con il cosiddetto Totonero, e il Catanzaro venne ripescato al pari dell'Udinese, al posto del Milan e della Lazio.
Fu la prima stagione di Adriano Merlo come presidente dell'U.S. Catanzaro, dopo ventuno anni consecutivi di presidenza Ceravolo, con un bilancio di 17 stagioni in Serie B e tre in Serie A, quattro promozioni, di cui tre nel massimo campionato e una finale e una semifinale di Coppa Italia.

## Gli anni ottanta

### 1980-1982: gli anni d'oro

Una formazione del Catanzaro che si classificò settimo in Serie A nel 1980-1981

La stagione 1980-1981 è la terza consecutiva in Serie A per i giallorossi, la cui partecipazione fu garantita in seguito allo scandalo del "Totonero" che in estate stravolse il campionato italiano; la retrocessione d'ufficio in Serie B del Milan fu propedeutica per il ripescaggio del Catanzaro. Il presidente Merlo affida la guida tecnica della squadra all'ex interista Tarcisio Burgnich, ritiratosi dal calcio giocato solo due anni prima e reduce da un'esperienza in Serie C1 alla guida del Livorno.

Edi Bivi, vicecapocannoniere della Serie A 1981-82

La squadra raggiunse un sorprendente 8º posto finale, totalizzando 29 punti frutto anche di 6 vittorie, di cui due fuori casa ad Ascoli (2-1) e contro la Pistoiese (1-0). Alla quinta giornata di campionato, dopo Brescia-Catanzaro, terminata 1-1, per la prima e unica volta nella sua storia il Catanzaro si ritrovò al primo posto in classifica in Serie A; il Corriere dello Sport - Stadio di lunedì 20 ottobre, nell'articolo dedicato alla partita in questione, scrisse:
Massimo Palanca fu con 13 reti secondo nella classifica dei cannonieri alle spalle del romanista Roberto Pruzzo; a fine stagione fu ceduto al Napoli per un miliardo e trecentocinquanta milioni più la comproprietà di Armando Cascione. Un altro giocatore degno di nota del Catanzaro di questo periodo fu il difensore Claudio Ranieri, diventato in seguito un allenatore noto anche a livello internazionale, che è tuttora l'elemento più presente nella formazione calabrese in Serie A, con 128 partite giocate tra il 1976 ed il 1982.

Il Catanzaro della stagione 1981-1982 che si classificò settimo

Nell'anno dei Mondiali di Spagna, il Catanzaro, al quarto torneo consecutivo nella massima serie, e sotto la guida del tecnico emergente Bruno Pace, disputò un'altra stagione superiore alle attese: nonostante la cessione di Palanca, arrivò un giovane che rispondeva al nome di Edy Bivi, che con 12 reti eguagliò Palanca classificandosi al secondo posto in classifica cannonieri; fu anche l'anno dell'arrivo del primo straniero, il rumeno Viorel Năstase. I giallorossi terminarono il torneo al 7º posto finale, miglior risultato di sempre della loro storia: furono 28 i punti conquistati, con 9 vittorie 10 pareggi e 11 sconfitte. Da ricordare le vittorie fuori casa contro il Torino per 2-1 e la duplice vittoria contro il Milan: al Comunale i giallorossi vinsero per 3-0 (gol di Bivi, Borghi e Massimo Mauro), mentre a San Siro le Aquile si imposero per 1-0 (gol di Bivi). Per la terza volta nella sua storia, inoltre, il Catanzaro giunse sino alla semifinale di Coppa Italia, contro l'Inter: a Milano l'andata terminò 2-1 per i nerazzurri in rimonta, mentre al ritorno, disputato il 10 aprile 1982 in un Comunale gremito, Bivi al secondo minuto di gioco portò in vantaggio il Catanzaro; al 50' l'Inter pareggiò con un rigore di Beccalossi e quindi Borghi al 66' siglò il 2-1 per le Aquile portando le squadre ai tempi supplementari; al 97' Altobelli, su indecisione della difesa, siglò il 2-2, ma Cascione al 104' raccolse una corta respinta di Bordon e riaprì i giochi per la qualificazione; il secondo tempo supplementare vide il Catanzaro nel tentativo disperato di siglare il gol-qualificazione, ma la speranza si spense su un palo colpito da Sabato a pochi minuti dal termine. Finì 3-2 per il Catanzaro, ma grazie alla regola delle reti segnate in trasferta in finale andò l'Inter.
L'annata registrò anche la prima partecipazione del Catanzaro al Torneo di Viareggio, e la presenza di quattro giocatori (Celestini, Massimo Mauro, Borghi e Bivi) nella Under-21, tutti e quattro in campo contemporaneamente nella gara dell'Europeo giocata a Catanzaro. All'ultima giornata il Catanzaro fu inoltre arbitro della sfida tra Juventus e Fiorentina per la conquista dello scudetto: alla fine la spuntarono i bianconeri, che vinsero a Catanzaro con un rigore siglato da Brady, mentre la Fiorentina non riuscì a vincere sul campo del Cagliari.

### 1982-1984: la doppia retrocessione
Il quinto campionato consecutivo, settimo in assoluto, disputato nel 1982-1983, fu avaro di soddisfazioni: vennero infatti ceduti molti tra i migliori giocatori, non sempre rimpiazzati al meglio, scommettendo su una rosa composta prevalentemente da una linea giovane che però non diede gli stessi risultati dell'anno precedente.
Fu la stagione peggiore delle Aquile in serie A, terminata all'ultimo posto in classifica, con soli 13 punti.
Le Aquile vinsero solo due volte ed entrambe in casa, pareggiando 9 gare e perdendone 19, più delle due ultime due stagioni messe insieme.

Massimo Palanca, giocatore-simbolo del Catanzaro

La stagione di Serie B 1983-1984 chiuse un'epoca per la società giallorossa, che dal 1959 in poi aveva conosciuto soltanto i palcoscenici della Serie A e B.
Nonostante i 14 gol realizzati da Bivi, la squadra, affidata a Mario Corso, partita con l'ambizione di un rientro immediato in serie A, e malgrado un finale di campionato in crescendo, terminò il torneo ultima in classifica.
Ritornato dunque in serie C dopo venticinque anni, il Catanzaro fu rilevato da Giuseppe Pino Albano, che rinnovò la dirigenza affidando il ruolo di direttore sportivo a Gianni Improta, reincluse Nicola Ceravolo come vice presidente nel consiglio d'amministrazione e affidò la conduzione tecnica a Giovan Battista Fabbri.

### Altalena tra Serie B e Serie C
La squadra, pesantemente rinnovata nell'organico (furono confermati solo otto dei venticinque giocatori della rosa della stagione precedente), si comportò bene nel torneo di Serie C1 1984-1985, che fu vinto dai giallorossi con 45 punti, a pari punti con il Palermo.
Le Aquile cominciarono bene vincendo le prime quattro gare e proseguirono sempre ad alti livelli, con le vittorie contro il Cosenza per 4-1 in dieci uomini, per 4-0 contro il Barletta, per 4-2 contro la Reggina, per 4-2 contro il Messina, e con l'ultima in casa per 4-0 contro l'Akragas, che consegnò la B con una giornata di anticipo. I giallorossi in quella stagione segnarono 54 reti totali, con Giuseppe Lorenzo, attaccante nato a Catanzaro e cresciuto nelle giovanili della squadra, che ne realizzò 18, risultando capocannoniere del torneo, per essere poi venduto alla Sampdoria.
Da ricordare, inoltre, la vittoria per 2-1 in Coppa Italia contro l'Udinese di Zico.
Il ritorno in B durò il tempo di una sola stagione: le Aquile retrocedettero dopo un campionato in sofferenza, con Albano che affidò per alcune giornate la squadra allo slavo Todor Veselinović.
Tornati in serie C1 nella stagione 1986-1987, i giallorossi, allenati dal tecnico Claudio Tobia partirono in sordina ottenendo solo due punti nelle prime quattro giornate, ma nel prosieguo del campionato cominciarono a macinare vittorie, terminando il torneo al primo posto con 45 punti, uno in più della rivelazione Barletta.
Il bomber Massimo Palanca ritornò in giallorosso dopo cinque anni, di cui gli ultimi due passati in quarta serie: i suoi 17 centri gli fecero vincere la classifica cannonieri del girone.
Nel girone di ritorno il Catanzaro perse una sola volta, con le ultime 11 gare in serie positiva (7 vittorie e 4 pareggi).
L'ultima giornata fu giocata in casa contro la terza forza del torneo, la Casertana, che venne regolata con un 5-2 (realizzando la tredicesima vittoria in casa consecutiva), con due reti di Palanca alla sua quarta doppietta stagionale.
Un'altra doppietta importante di Palanca venne realizzata allo stadio San Vito di Cosenza, dove il Catanzaro fece suo il derby per 3-1 davanti a 20.000 sostenitori rossoblu. L'attaccante giallorosso, entrato nella ripresa sul punteggio di 1-1, decise il match realizzando due reti al 65' e al 68'.
Il Cosenza venne battuto anche nella gara di ritorno disputata a Catanzaro per 2-0.
Nella stagione 1987-1988, il neo promosso Catanzaro, guidato da Vincenzo Guerini, sfiorò la Serie A per un solo punto, dovendo rammaricarsi per alcuni punti persi durante la stagione.
Emblematico quanto accadde nella partita casalinga contro la Triestina, disputata a febbraio: al novantesimo minuto, sul risultato ancora di 0-0, venne concesso ai calabresi un calcio di rigore. Gandini, portiere rossoalabardato, protestò vibratamente finendo con l'essere espulso. Lo specialista Palanca si incaricò di battere il tiro dagli undici metri, ma pur spiazzando il difensore Maurizio Costantini, portiere per l'occasione, centrò il palo. Palanca si accasciò a terra in una crisi di pianto ma il pubblico lo applaudì lo stesso perdonandolo.
A Bologna, partita poi terminata sul punteggio di 2-2, il momentaneo 2-1 per i rossoblù fu realizzato col massaggiatore dei giallorossi in campo a prestare soccorso ad un calciatore, errore poi ammesso dallo stesso arbitro della gara Luigi Agnolin.
Si giunse dunque al pomeriggio di Catanzaro-Lazio. I giallorossi, indietro in classifica di un punto, andarono in vantaggio ma sprecarono diverse occasioni per raddoppiare e vennero raggiunti sull'1-1 a recupero inoltrato da un gol di Paolo Monelli.
Quel pareggio a tempo scaduto di fatto sancì la mancata promozione del Catanzaro e la promozione dei biancocelesti.
Il Catanzaro vinse infatti quattro delle restanti cinque gare restanti della stagione(perse solo una gara in trasferta alla terz'ultima giornata contro un'altra delle pretendenti alla promozione, il Lecce) ma non bastarono.
A fine torneo, la Lazio totalizzò 47 punti al pari dell'Atalanta conquistando 4º posto e promozione, mentre il Catanzaro si fermò a 46.
Nella stagione 1988-89, i giallorossi conquistarono una salvezza stentata, raggiunta all'ultima giornata.
Ancora una volta, protagonista della stagione fu il solito Palanca, autore di dodici gol di cui due triplette: una realizzata nel derby vinto 3-0 contro i cugini rivali del Cosenza,
la seconda nel 5-2 finale contro l'Udinese che valse per l'appunto la salvezza.
In quella stagione fu il ritorno di due allenatori che in passato avevano già lavorato a Catanzaro: cominciò la stagione Tarcisio Burgnich, che venne esonerato in autunno e sostituito in corsa da Gianni Di Marzio.

Il Catanzaro 1989-1990

Nella stagione 1989-1990, i giallorossi allenati da Fausto Silipo (con un breve intermezzo di Giovan Battista Fabbri), subirono la retrocessione in Serie C1, chiudendo il torneo all'ultimo posto.
A nulla valse il ritorno in giallorosso dell'attaccante catanzarese Pino Lorenzo.
Proprio al termine di quella stagione, Massimo Palanca diede l'addio al calcio giocato.

## Gli anni novanta

### 1990-1991: la retrocessione in Serie C2

Il Catanzaro 1990-1991, retrocesso in Serie C2.

La stagione 1990-1991 fu una delle più significative e incisive della storia del Catanzaro. L'inizio è in sordina e col passare del tempo non si riesce ad alzare il rendimento stagionale, cosicché la squadra si ritrova praticamente subito invischiata nelle zone basse della classifica a lottare per non retrocedere, nonostante la presenza in rosa di buona caratura. Nemmeno i frequenti cambi di guida tecnica riusciranno a giovare alla causa. Prima Sala, poi Brignani e ancora Sala si alternano in modo più o meno ininfluente in panchina. Grazie all'arrivo di Gennaro Rambone, vecchia gloria giallorossa, alla venticinquesima giornata, i calabresi terminano il campionato in crescendo.
Il Catanzaro precedentemente, era stato indagato dalla CAF per un fatto di presunta corruzione ai danni dei giocatori della Ternana, ed ex giallorossi, Gori, Chiarella e Caramelli, avvenuto prima dell'incontro di andata che si giocò al Liberati e terminato 2-2. Chiarella aveva denunciato il ricevimento di alcune telefonate da parte di un tifoso calabrese. Il 5 aprile, tuttavia, la Disciplinare condannò il calciatore a scontare tre anni di squalifica, prosciogliendo di fatto il Catanzaro, quale non fu riconosciuta alcuna responsabilità oggettiva nell'accaduto.
In campionato, la decisiva vittoria all'ultima giornata contro il Siena permise ai calabresi di disputare uno spareggio per la salvezza contro il Nola, in campo neutro. Il 17 giugno 1991, quasi seimila tifosi giallorossi raggiunsero in treno e a bordo di mezzi proprio lo stadio Via del Mare di Lecce. I napoletani si portarono subito in vantaggio, terminando la prima frazione di gioco sopra di una rete. Il Catanzaro pareggiò solo al sessantaseiesimo minuto, grazie ad un gol di testa di Coppola, trovando il vantaggio grazie ad un altro colpo di testa, questa volta di Mollica, e centrando la salvezza. Tuttavia, il 20 giugno la CAF inflisse tre punti di penalizzazione alla società, da scontare nel campionato corrente, nonostante il proscioglimento della Disciplinare, che condannarono il Catanzaro alla retrocessione in Serie C2. Nel capoluogo calabrese si scatenarono violente proteste dei tifosi e il presidente Albano minacciò di non iscrivere la squadra al successivo campionato. A nulla valsero gli interventi della politica locale e del presidente della Lega nazionale di Serie C Matarrese. Vani risultarono anche i tentativi di ripescaggio, a causa della deficitaria situazione debitoria della società.

### 1991-1999: Serie C2

Il Catanzaro 1991-1992.

Il Catanzaro, che ritrova la disputa di un campionato di quarta serie a distanza di quasi quarant'anni, arriva ai nastri di partenza del suo primo campionato di Serie C2 con buona parte dei calciatori che componevano la rosa dell'anno precedente; viene riconfermata anche la guida tecnica di Rambone. Il campionato è caratterizzato da un elevato numero di pareggi. I primi problemi tecnici sorgono in seguito al pareggio contro il Savoia alla quinta giornata; seguirà un ulteriore pareggio contro il fanalino di coda Campania Puteolana, che aprirà una crisi di risultati destinata a durare per otto giornate. Nel girone di ritorno Franco Selvaggi sostituisce Rambone in panchina, e il Catanzaro ne giova, scalando posizioni in classifica e vincendo alcuni scontri diretti per le prime posizioni, in particolare contro Potenza e Lodigiani. La sconfitta rimediata ad Altamura a quattro giornate dal termine condiziona la rincorsa alla promozione dei calabresi, che non vincono più e terminano il campionato in quarta posizione.
Il campionato successivo sarà caratterizzato da frettolosi e ininfluenti cambi di allenatore. Selvaggi viene riconfermato e il Catanzaro parte discretamente, conquistando tre vittorie e un pareggio nelle prime quattro giornate. Dopodiché, i calabresi inanelleranno ben sette partite senza vittoria, fra le quali quattro sconfitte. Nel frattempo la squadra era affidata all'ex capitano della Serie A Adriano Banelli, sostituito a suo volta, nonostante alcune importanti vittorie, da Paolo Dal Fiume nel girone di ritorno; la sua gestione coinciderà di fatto con sette partite, di cui due vittorie e cinque sconfitte. Torna dunque Banelli che riesce a condurre la squadra alla salvezza.

Il Catanzaro 1993-1994.

La società decide di affidare la panchina a Improta, ex calciatore giallorosso ai tempi della Serie A e successivamente dirigente, che è dunque così la guida tecnica per il terzo campionato consecutivo in Serie C2. A partire da questa stagione, la vittoria varrà tre punti in classifica anziché due. Il Catanzaro ad inizio campionato accumula fin troppi pareggi, perdendo la prima partita a novembre contro il Trapani. Proprio i siciliani si contenderanno la vittoria del campionato con Sora e Turris; i calabresi, di fatto, non daranno mai l'impressione di poter contendere il primato a tali formazioni, a causa dell'elevato numero di pareggi, della sterilità offensiva e di cinque punti di penalizzazione comminatigli durante l'arco della stagione: i primi due confermati dalla CAF a febbraio, in virtù del processo tenutosi il 5 gennaio, a causa di un presunto illecito sportivo tentato in occasione del derby contro la Vigor Lamezia della terza giornata, e gli altri tre a causa di intemperanze della tifoseria in occasione del derby di ritorno; per protesta, i calciatori giallorossi, ritarderanno l'ingresso in campo di mezz'ora nella gara contro il Molfetta.
Il campionato 1994-1995 porta con sé l'innovazione dell'introduzione dei play-off e dei play-out nel campionato di Serie C2; dunque, il Catanzaro potrebbe trovare speranze di promozione raggiungendo la quinta posizione. Tuttavia la squadra disputa l'ennesimo campionato anonimo. Il confermato Improta verrà esonerato dopo appena tre giornate in seguito a due pareggi e una sconfitta. Il sostituto, Enrico Nicolini, apporta sostanziali modifiche tecniche, che inizialmente sembrano dare benefici; il Catanzaro a partire dalla sesta giornata vince cinque partite su otto. Tuttavia, in seguito a risultati altalenanti, Nicolini viene esonerato dopo la sconfitta rimediata a Matera. Ne raccoglie l'eredità Saverio Leotta, la cui avventura durerà poche giornate, in seguito alle quali verrà richiamato Nicolini. L'ultimo campionato dell'era Albano, chiuso ai margini della zona play-out, troverà il suo punto più basso nella sconfitta esterna contro il fanalino di coda Sangiuseppese.
Nel luglio 1995 Giuseppe Soluri rilevò la società da Pino Albano. Il nuovo presidente, con un passato da telecronista negli anni ottanta, ben presto risulterà economicamente inadeguato per poter garantire al Catanzaro la giusta tranquillità a livello societario. Alla guida tecnica viene chiamato Mauro Zampollini, soprannominato lo Zeman dei poveri, e il suo arrivo coincide con gli acquisti di calciatori provenienti da categorie inferiori che andranno a rimpolpare una rosa di ben 32 elementi. Nonostante l'entusiasmo dell'ambiente, il campionato prende una piega mediocre, sulla falsariga delle stagioni precedenti, e Zampollini verrà esonerato in seguito alla sconfitta interna nel derby col Castrovillari e al pareggio con l'Astrea. Il sostituto designato è Marcello Pasquino, che nonostante un inizio in sordina riesce ad ottenere le vittorie necessarie al presagio di una risalita in classifica. Tuttavia, in seguito alla debacle casalinga col Fasano (1-4) ultimo in classifica, Pasquino viene sostituito da Adriano Banelli, che condurrà la squadra al decimo posto finale.

Il Catanzaro 1996-1997, eliminato ai play-off.

Il Catanzaro si appresta dunque a disputare l'ennesimo campionato di quarta serie; la rosa viene sfoltita e il tasso tecnico innalzato, grazie all'arrivo di calciatori da categoria. Il nuovo trainer è Rino Lavezzini. I giallorossi conquistano sei punti nelle prime quattro gare, frutto di due vittorie (con Matera e Taranto) e due sconfitte (Catania e Viterbese). A partire dalla quinta giornata arriveranno ben 17 risultati utili consecutivi, favoriti dal positivo girone di andata, chiuso con nove vittorie su 17 incontri. Nonostante il secondo posto in classifica, Lavezzini viene esonerato in seguito al pareggio a reti bianche col Benevento, diretta concorrente per la conquista della promozione. Subentra Sabadini, che nelle restanti otto partite riuscirà a vincerne solamente una, contro il Chieti. Il crocevia della stagione può esser rappresentato dallo scontro diretto con la Battipagliese; la vittoria garantirebbe ai calabresi il sorpasso in classifica e la conquista del primato, ma al Ceravolo, davanti a 18000 spettatori, la partita termina 0-0, con il Catanzaro che fallisce un rigore con Libbro. I play-off sono comunque realtà e in panchina ritorna Lavezzini. Nel doppio incontro col Benevento prevarranno i campani, in seguito ad un pareggio a reti bianche al Ceravolo e alla vittoria per 2-0 al ritorno al Vigorito.
Per il campionato 1997-1998 cambia la guida tecnica: da Lavezzini si passa a Francesco Paolo Specchia. Numerosi sono inoltre i nuovi calciatori arrivati in Calabria. Dopo cinque punti nelle prime cinque partite il calendario mette di fronte Catanzaro e Crotone; i pitagorici tornano dunque al Ceravolo dopo 44 anni. Davanti a diecimila spettatori è Mauro Picasso a decidere la partita in favore dei padroni di casa. Nonostante le critiche inferte all'allenatore e ai calciatori, il sodalizio calabrese sarà in grado di concorrere per le prime posizioni della classifica almeno fino alla metà del girone di ritorno. Alla diciannovesima giornata infatti, sarà il pareggio casalingo a reti inviolate col Marsala, diretta pretendente, di fronte a diecimila spettatori, a destabilizzare l'ambiente, seguito dalla sconfitta esterna nel derby col Crotone. Conseguentemente la piazza contesta disertando lo stadio e il Catanzaro chiude l'ennesimo campionato ai margini della griglia play-off.
La stagione seguente parte con gli strascichi di quella precedente. L'arrivo dell'argentino Juan Carlos Morrone in panchina, che l'anno prima con il Crotone ha conquistato la promozione in Serie C1, non serve a risvegliare l'entusiasmo della piazza. Viene allestita una rosa valida nella quale si distinguerà particolarmente il duo di centrali difensivi, formato da Pietro De Sensi e dal nuovo acquisto Marco Ciardiello, grazie ai quali il Catanzaro subirà soltanto venti reti in campionato. A partire dalla prima giornata i calabresi inanellano quattordici risultati utili consecutivi stabilendo uno stagionale per i campionati professionistici. La striscia viene interrotta alla quindicesima giornata a causa della sconfitta esterna con la Turris che vince 3-1. La diretta avversaria per la testa della classifica è lungo tutto il percorso il Catania. Lo scontro diretto, giocato alla diciannovesima giornata allo stadio Cibali della città etnea - davanti a diciottomila persone - termina a reti inviolate, dunque con un pareggio proprio come all'andata (1-1). Il Catanzaro riuscirà a mantenere la testa della classifica fino alla ventiduesima giornata, allorquando una rete di Pisano permette ai campani del Giugliano di espugnare il Ceravolo. Nella lotta per il primato si inseriranno conseguentemente Turris, Benevento e Messina. Nonostante l'imperversare di nuovi problemi societari il campionato verrà chiuso al terzo posto dietro le siciliane Catania e Messina. Ai play-off l'avversaria designata è ancora una volta il Benevento. In Campania vincono i sanniti per due reti a una, nonostante il vantaggio calabrese di Bonacci; il ritorno, al Ceravolo, termina 1-1.
Successivamente nell'estate del 1999 il Catanzaro attraversò una profonda crisi societaria ai limiti del fallimento, e, quasi in extremis, venne salvata grazie all'imprenditore Giovanni Mancuso, che divenne il 14º presidente della storia della società.

## Gli anni duemila

### 2000-2003: sconfitte ai play-off
Dopo aver rischiato il tracollo finanziario a causa della crisi societaria, il Catanzaro riesce ad iscriversi al campionato di Serie C2 2000-2001. A settembre arrivano giocatori di categoria, a disposizione di mister Cuttone, fra i quali spiccano Delvecchio, Gentili, Milone, Di Corcia e Lugnan. Il Catanzaro alterna l'ottimo andamento fra le mura amiche, dove non perde nemmeno una volta, a quello in trasferta, dove vince una sola volta e pareggia ben undici partite. L'inizio di campionato non è trascendentale, tuttavia i calabresi raggiungeranno la qualificazione ai play-off grazie al terzo posto in regular season, alle spalle di Taranto e Campobasso, nonostante un punto di penalizzazione. L'avversario designato è il Sora; l'andata, giocata in terra laziale, termina 0-0. La gara di ritorno, giocata davanti ad oltre ventimila spettatori, premia i bianconeri, che vincono incredibilmente in rimonta per 1-3 ai tempi supplementari, dopo aver raggiunto il pareggio a tre minuti dal termine durante i novanta minuti.
All'alba del campionato successivo, il clima è pesante a causa della beffarda sconfitta in finale play-off patita il 17 giugno 2001. La rosa, affidata alla guida tecnica di Leonardo Bitetto, è rivoluzionata dalla partenza di pedine importanti e dall'arrivo di calciatori di categoria. L'inizio è promettente, il Catanzaro dopo la prima parte del girone di andata è in testa alla classifica. A quest'exploit, seguirà tuttavia una parabola discendente che porterà i calabresi ad uscire anche dalla lotta per un piazzamento play-off, nonostante il cambio in panchina, con l'avvento di Massimo Morgia. Il campionato verrà chiuso al sesto posto, nonostante l'impiego di un elevato numero di calciatori, saranno ben 35, nell'arco della stagione.
Il campionato 2002-2003 è segnato dalla grave crisi societaria. Ancora una volta la rosa viene rivoluzionata, arrivano tuttavia elementi di esperienza. Franco Dellisanti è la nuova guida tecnica. Il campionato sarà caratterizzato da una discreta solidità difensiva, contrapposta tuttavia alla sterilità dell'attacco, fattore che porterà i giallorossi, nella prima parte della stagione, ad occupare le zone medio-basse della classifica. Nel frattempo, in dicembre, arrivano le dimissioni del presidente Giovanni Mancuso; gli subentreranno, nei primi giorni di febbraio, i soci di minoranza Claudio Parente e Massimo Poggi, stemperando così la crisi societaria che si protraeva in modo grave dall'inizio della stagione. In seguito al mercato di riparazione, grazie anche al risanamento societario, la squadra effettua una scalata che la porterà a terminare il campionato in quarta posizione, conquistando il diritto di partecipare ai play-off. Il Catanzaro supera la Nocerina nel doppio confronto valido per le semifinali. In finale trova l'Acireale; proprio come accaduto due anni prima, il match di andata termina a reti inviolate, e il ritorno, giocato in casa davanti a oltre ventimila tifosi, segna un altro inaspettato tracollo: vincono i siciliani 2-0.

### 2003-2004: il ripescaggio in Serie C1 e la conquista della Serie B
Nell'agosto del 2003, in seguito agli strascichi del Caso Catania, l'organico della Serie B viene portato a 24 squadre, inoltre il Cosenza viene escluso dai campionati professionistici. Conseguentemente, Il Catanzaro è una delle quattro squadre ripescate nel campionato di Serie C1. Dunque, i calabresi, ritornano in terza serie dopo dodici anni consecutivi di militanza in Serie C2. L'anno seguente, pertanto, la squadra, costruita per vincere il campionato di Serie C2, si trovò a dover disputare il campionato superiore. La guida tecnica è affidata a Piero Braglia, vecchia gloria del Catanzaro. Nel mercato estivo arrivo inoltre l'attaccante Giorgio Corona, dal Brindisi, che risulterà decisivo ai fini del campionato. Nonostante una partenza in sordina, con soli sette punti nelle prime cinque giornate, il Catanzaro disputa un campionato da protagonista. Ritorna l'entusiasmo, e il pubblico riempie gli spalti del Ceravolo. Le avversarie per la promozione diretta si dimostrano subito i rivali del Crotone, l'Acireale e la Viterbese. I calabresi agguantano il primo posto della classifica vincendo la gara casalinga contro la Sambenedettese, nella quale il capitano Ferrigno mette a segno un gol da centrocampo. Vincendo la gara contro l'Acireale, valida per la trentunesima giornata di ritorno, il Catanzaro conquista il primato solitario, grazie anche alla concomitante sconfitta del Crotone, che perde di misura a Viterbo. Altro passo verso la promozione è la vittoria interna contro il Teramo, e anche in questo caso il passo falso del Crotone, contro il Foggia, è decisivo. L'ultima gara dell'anno, contro il Chieti, viene spostata allo stadio Del Duca di Ascoli Piceno, a causa della grande richiesta di biglietti pervenuta da parte dei tifosi giallorossi. Il 16 maggio 2004, davanti a circa ottomila tifosi, il Catanzaro batte in rimonta i teatini e conquista così la promozione in Serie B dopo 14 anni.
In estate, la società fu indagata per lo scandalo del calcioscommesse che colpì il panorama calcistico italiano. Inizialmente condannata a scontare cinque punti di penalizzazione durante il successivo campionato, fu successivamente assolta in quanto ritenuta estranea ai fatti.

### 2004-2006: Il biennio in Serie B e l'esclusione dai campionati
La stagione 2004-2005, quella del tanto atteso ritorno in Serie B dopo quattordici anni, cominciò con grandi auspici per i tifosi giallorossi. Vennero acquistati diversi calciatori di categoria, quali Julio Cesar Leon, Fabrizio Cammarata, Emanuele Manitta, Mauro Bonomi, Antonio Nocerino, Davide Micillo, Sergio Campolo, Gianluca Grava, e, soprattutto, Benito Carbone.
Tuttavia, il campionato fu sin dall'inizio in salita per i giallorossi, e non bastarono tre allenatori (oltre a Braglia anche Luigi Cagni e Bruno Bolchi) per evitare la retrocessione in C1.
La squadra chiuse il torneo mestamente all'ultimo posto, ottenendo però un ripescaggio per la stagione successiva.
Anche nella stagione seguente 2005-2006, il Catanzaro disputò un campionato negativo: nonostante una piccola ripresa nel girone di ritorno, il 6 maggio 2006 la sconfitta interna contro l'Atalanta sancì la matematica retrocessione in Serie C1 per la squadra giallorossa che vide avvicendarsi, durante la stagione, quattro allenatori: Sergio Buso, Vincenzo Guerini, Bruno Giordano e Franco Cittadino.
La sera del 10 luglio 2006 le agenzie di stampa lanciarono la notizia che dopo settantasette anni l'Unione Sportiva Catanzaro Calcio scomparve dal panorama sportivo italiano a causa della mancata iscrizione della squadra al campionato di Serie C1 nonostante alcuni tentativi in extremis: l'unica speranza rimase a quel punto il ricorso al cosiddetto "Lodo Petrucci", che garantiva l'iscrizione della squadra nella categoria inferiore, in questo caso la Serie C2.
Il progetto quinquennale di Claudio Parente e Massimo Poggi, partito nel febbraio 2003, si chiuse in tre anni e mezzo con l'esclusione dell'Unione Sportiva Catanzaro S.P.A. dai campionati professionistici.

### 2006-2010: il Football Club Catanzaro
Nelle settimane successive alla revoca dell'affiliazione nei confronti dell'Unione Sportiva Catanzaro, viene fondata una nuova società denominata "Football Club Catanzaro S.p.A.", il cui presidente è Giancarlo Pittelli, avvocato e parlamentare di Forza Italia; il nuovo sodalizio, appellandosi al Lodo Petrucci, riesce ad ottenere l'iscrizione al campionato di Serie C2. Il tecnico designato a guidare il nuovo Catanzaro, Manuele Domenicali, si trova a far fronte ad una serie di problemi che lo porterà ad avere inizialmente un numero limitato di calciatori in rosa. Le prime giornate mettono in evidenza le pecche della squadra, e la prima vittoria arriva nel derby contro il Rende alla sesta giornata. Il campionato viene condotto con un rendimento altalenante, e verrà terminato in nona posizione. Da segnalare le 16 reti dell'attaccante argentino Sebastián Bueno, arrivato ad ottobre, l'unico capocannoniere straniero della storia del Catanzaro.
L'anno dopo il Catanzaro del presidente Pittelli ripartì da uomini del passato, annunciando come responsabili dell'area tecnica due vecchie conoscenze del calcio giallorosso; tornarono Pasquale Logiudice, come direttore sportivo, e Gianni Improta, come direttore generale. L'allenatore designato fu Fausto Silipo, con un passato in Serie A col Catanzaro, che lascia la Nazionale italiana di beach soccer per tornare nella sua città natale. Il trainer viene comunque esonerato dopo cinque giornate, e la squadra viene affidata ad un altro catanzarese, il vice Franco Cittadino, a sua volta sostituito nel gennaio 2008 da Agatino Cuttone. Al termine del campionato il Catanzaro ottiene una salvezza stentata, evitando alla penultima giornata i play-out, grazie al pareggio casalingo con la Vibonese.
Il 19 giugno la Lega Professionisti Serie C cambia nome diventando Lega Pro. Il Catanzaro dunque si troverà a disputare il suo primo campionato di Lega Pro Seconda Divisione. La nuova guida tecnica è Nicola Provenza.
Il 5 febbraio, il Catanzaro è sotto l'attenzione delle telecamere di Sky Sport 24, popolare canale televisivo all news, che manda un servizio proprio sui calabresi, unica squadra imbattuta d'Europa dopo venti partite. Tuttavia, la prima sconfitta stagionale arriverà poco dopo, alla quinta giornata di ritorno, contro l'Igea Virtus, peraltro sconfitta 8-0 nel primo turno di Coppa Italia Lega Pro. La stagione riproporrà, dopo anni, il Derby di Calabria contro il Cosenza. Proprio i cosentini vinceranno il campionato, e il Catanzaro, terzo, verrà sconfitto nella semifinale dei play-off, in casa, dal Pescina; sarebbe bastato un pareggio per superare il turno.
Epilogo analogo, si verificò durante la stagione 2009-2010. La stagione inizia con i consueti problemi societari, e una rosa ristretta messa a disposizione del tecnico siracusano Gaetano Auteri. Nonostante tre punti di penalizzazione, inflitti a causa di irregolarità amministrative, il Catanzaro disputa il suo miglior torneo di quarta divisione, stabilendo vari record di squadra, e riuscendo a mantenere la testa della classifica per gran parte del campionato, fino a subire la rimonta e il sorpasso, proprio in dirittura d'arrivo, da parte della Juve Stabia. Qualificatisi dunque per la sesta volta ai play-off, i calabresi vincono tre gare su quattro, tuttavia non riuscendo nell'intento di sfatare il tabù: superato infatti il Barletta in semifinale con una duplice vittoria per 1-0, si trovarono ad affrontare in finale la Cisco Roma. Nella gara di andata, disputata allo stadio Flaminio di Roma davanti a oltre quattromila tifosi catanzaresi provenienti da tutta la penisola, il Catanzaro venne sconfitto per 4-0. A nulla valse la vittoria per 4-2 nella gara di ritorno; per la sesta volta su sei partecipazioni, il Catanzaro fallì la promozione ai play-off. In seguito, vennero sollevati dubbi inerenti alla regolarità dell'incontro disputato a Roma, legati in particolar modo ad alcune anomalie denunciate nel 2013 dal legale dell'Unione Sportiva Catanzaro Sabrina Rondinelli, e ad alcuni flussi anomali di scommesse.

## Gli anni duemiladieci

### 2010-2011: il fallimento del FC Catanzaro
Nell'estate 2010 la società fu nuovamente sull'orlo del fallimento. L'ambiente fu scosso da vari tavoli istituzionali coinvolgenti privanti, rappresentanti pubblici e l'associazione "Tribuna Gianna", composta appositamente allo scopo di reperire fondi e garantire l'iscrizione del campionato alla società. Vani furono anche i tentativi per intraprendere una trattativa con l'imprenditore Giuseppe Cosentino, che aveva dimostrato precedentemente interesse nel rilevare la società. L'iscrizione al campionato di Lega Pro Seconda Divisione 2010-2011 avverrà solo grazie ai contributi provenienti dalle amministrazioni pubbliche e da privati. A causa del dissesto finanziario, in estate avevano lasciato la rosa i pochi calciatori reduci della passata stagione; il campionato dunque, si apprestava ad esser disputato con una formazione composta da giovani calciatori provenienti soprattutto dalla Berretti. L'ex calciatore di Perugia e Inter Zé Maria viene nominato nuovo allenatore. In campionato il Catanzaro consegue una sconfitta dopo l'altra, alle quali si aggiungono i punti di penalizzazione inflitti per vari motivi.
In occasione della gara interna del 12 dicembre, i calciatori, da mesi senza stipendio, decidono di sedersi per terra durante lo svolgimento della gara, per protesta.
Venerdì 21 gennaio viene convocata un'assemblea dei soci per decidere se mandare i libri in tribunale o mettere in liquidazione la società: quest'ultima opzione avrebbe portato il club alla radiazione. Il 24 febbraio successivo, il Football Club Catanzaro S.p.A viene dichiarato fallito dal tribunale civile cittadino, pur consentendogli l'esercizio provvisorio al fine di continuare il campionato in Lega Pro Seconda Divisione per salvare il titolo sportivo.
Il Catanzaro, apparentemente rassegnato alla retrocessione in Serie D, a una giornata dal termine ottiene la salvezza grazie al declassamento del Pomezia all'ultimo posto per irregolarità amministrative. Quello che restava dell'undici giallorosso, nelle ultime partite di un campionato fino a quel momento caratterizzato da sole sconfitte, aveva ottenuto una piccola serie di risultati positivi che, senza penalizzazioni e problemi societari, gli avrebbe permesso di affrontare la Vibonese nei play-out.

### 2011-2012: l'inizio dell'era Cosentino e il ritorno del marchio storico
Il 23 giugno 2011 il ramo d'azienda sportiva della società fallita fu rilevata all'asta fallimentare dalla Catanzaro Calcio 2011 srl, con a capo gli imprenditori Giuseppe Cosentino e Carmelo Romeo. Successivamente Giuseppe Cosentino, già amministratore unico della società, acquisì le quote di proprietà del socio di minoranza Carmelo Romeo, diventando unico proprietario con il 100% delle quote sociali.
Il 15 luglio 2011 la FIGC comunicò che la società non era iscritta al campionato poiché non aveva presentato domanda entro il termine perentorio del 28 giugno 2011; tuttavia, in seguito al ricorso presentato al Tribunale di Arbitrato Nazionale Sportivo (TNAS) del CONI, il 27 luglio successivo, il Catanzaro Calcio 2011 fu ammesso nei ranghi del campionato poiché disponeva del titolo per presentare la domanda di iscrizione per ottenere la Licenza Nazionale 2011-2012. Nel frattempo la società aveva deciso di affidare l'incarico della guida tecnica a Francesco Cozza.
L'8 agosto, la Lega Pro comunicò l'integrazione del Catanzaro nell'organico del campionato di Seconda Divisione 2011-2012. Sempre nel mese di agosto, il presidente Giuseppe Cosentino acquisì dalla curatela fallimentare il marchio e il logo della storica US Catanzaro, e, pertanto, la società è tornata ad assumere ufficialmente la storica denominazione di "Unione Sportiva Catanzaro".

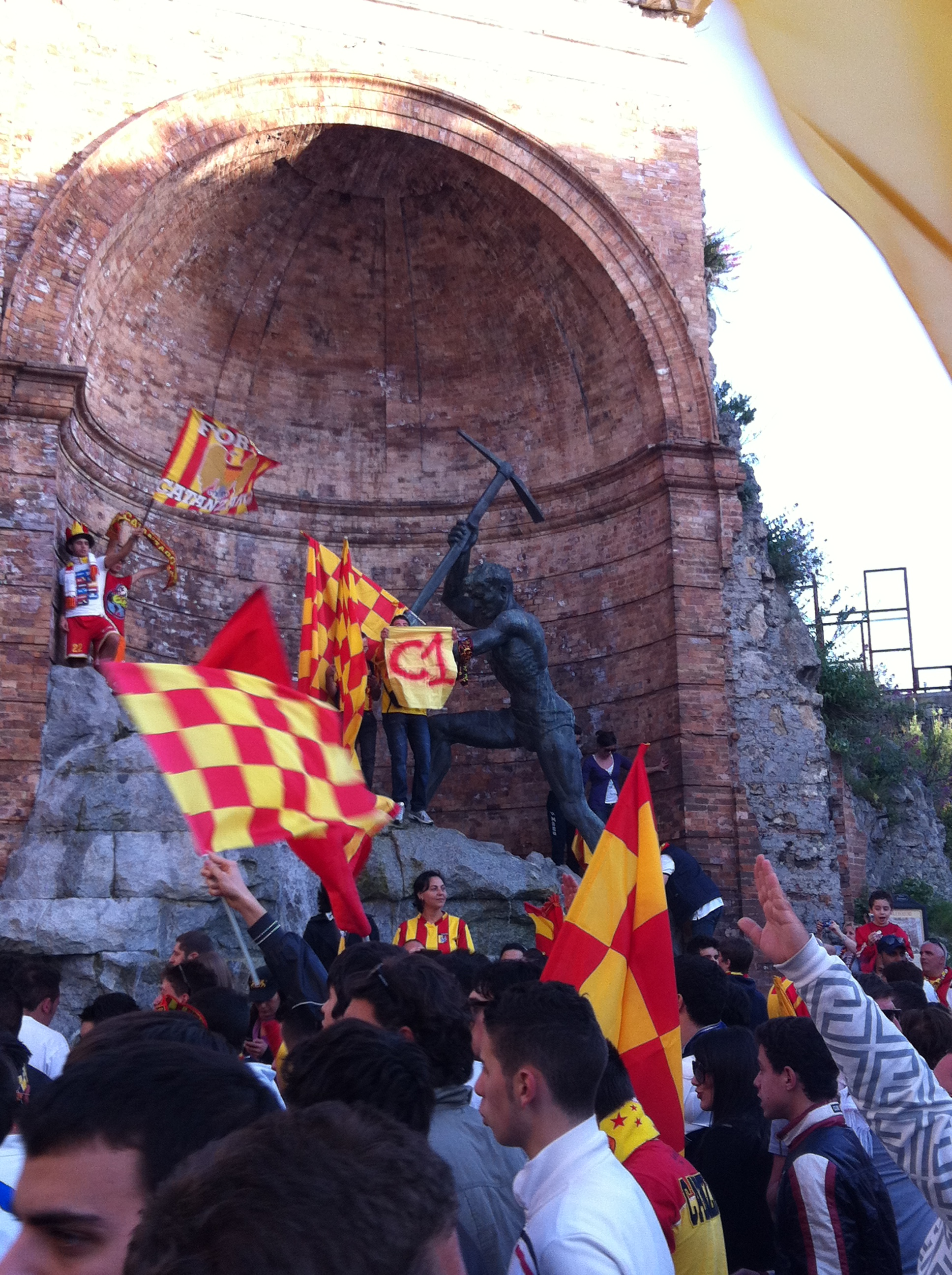
La festa promozione in Prima Divisione

Dopo un solo anno dall'avvento a Catanzaro del presidente Cosentino, i giallorossi guadagnarono la promozione diretta in Lega Pro Prima Divisione, arrivando secondi dietro il Perugia, totalizzando 83 punti frutto di 23 vittorie, 14 pareggi e 3 sconfitte, stabilendo vari record di squadra per quanto riguarda la storia della società, grazie anche alle 21 reti messe a segno da Simone Masini.
Tutti questi record saranno poi successivamente migliorati nella trionfale stagione Serie C 2022-2023.

### 2012-2019: Prima Divisione e Lega Pro "unica"
In vista del campionato di categoria superiore, la rosa viene rifondata. Vengono ceduti diversi calciatori in rosa nell'anno precedente, rimpiazzati da elementi di categoria come Giordano Fioretti, autore di ben 33 reti nel campionato precedente col Gavorrano, Nicola Fiore, il portiere Matteo Pisseri e Alessio Benedetti. Dopo un incerto inizio di stagione, nel quale il Catanzaro conquista otto punti nella prime dieci gare, la squadra riesce a rialzarsi terminando il girone di andata in undicesima posizione.
A novembre viene assunto il nuovo direttore sportivo Armando Ortoli, e la rosa viene ulteriormente rinforzata e allargata, con gli arrivi di Andrea Russotto, ad ottobre, del difensore Christian Conti, a novembre, e di Loris Bacchetti, dal Pescara, Sergio Sabatino, dalla Nocerina, Ivan Castiglia, dalla Reggina, Ronaldo Pompeu da Silva, dall'Empoli, Fabio Catacchini, dal Frosinone, e Carlo De Risio, dal Benevento, nel mercato di riparazione di gennaio.
La squadra trova delle iniziali difficoltà, soprattutto dopo la sconfitta interna contro il Latina nella seconda giornata di ritorno. La reazione arriva, e una buona striscia positiva, compresa la vittoria sul Pisa, fa sperare in ottica play-off. Tuttavia, la brutta sconfitta esterna per 4-0 contro il Frosinone ridimensiona le aspettative. Il Catanzaro subisce altri quattro gol in casa col Perugia, e dopo l'ennesima sconfitta casalinga contro la Carrarese, ultima in classifica, il 13 aprile Cozza viene esonerato. Due giorni dopo, a seguito di varie consultazioni, viene nominato nuovo allenatore Salvo Fulvio D'Adderio, che nelle restati tre partite riesce a conquistare la salvezza.
L'11 giugno 2013 viene ufficializzato alla stampa il nuovo allenatore del Catanzaro per la stagione 2013-2014, l'ex difensore Oscar Brevi. Il campionato, a differenza del precedente, sarà caratterizzato da un'ottima compattezza e quadratura difensiva che porterà i calabresi a subire solo 17 reti in 34 partite. Tuttavia ciò provocherà una certa sterilità offensiva che accompagnerà il Catanzaro lungo il suo percorso. L'inizio è discreto, e i giallorossi conquistano due vittorie contro le quotate Frosinone e Lecce. Da lì in poi saranno frequenti gli sbalzi di classifica che porteranno comunque il Catanzaro ad occupare la terza piazza del girone, dopo Frosinone e Perugia al termine del girone di andata. Nel mercato di riparazione arriva nelle disponibilità dell'allenatore milanese Antonio Vacca, che si dimostrerà un calciatore importante per il prosieguo della stagione.
A dispetto delle critiche mosse da parte della tifoseria, i giallorossi terminano il campionato in quarta posizione, classificandosi per i play-off; l'avversaria è il Benevento, affrontato più volte in passato. Nella gara ad eliminazione diretta disputata allo stadio Ceravolo, saranno proprio i sanniti a passare il turno, grazie al risultato di 2-1.
L'estate 2014 è scossa dal ritorno a Catanzaro di Diomansy Kamara. La notizia, di grande risalto e valore simbolico, rimbalza su televisioni e giornali nazionali e internazionali. Il calciatore francese viene accolto da duemila tifosi calabresi all'Aeroporto di Lamezia Terme. Il rinnovato entusiasmo della piazza è evidenziato anche dall'arrivo di giocatori importanti e di mister Moriero, già inseguito in passato da Cosentino.
Il campionato 2014-2015 è il primo disputato con la rinnovata formula, che comprende di fatto una divisione "unica" composta da tre gironi su base interregionale. Il Catanzaro dopo quattro giornate si ritrova in vetta, grazie a tre vittorie e un pareggio. La sconfitta casalinga in Coppa Italia Lega Pro contro gli storici rivali del Cosenza è il crocevia della stagione, e una serie di alti e bassi porteranno all'esonero del tecnico pugliese, che verrà sostituito da Sanderra. La squadra a gennaio viene rivoluzionata, complice lo scarso impegno di molti calciatori per la causa supposto dalla dirigenza. Nonostante le pretese iniziali, e il conclamato obiettivo della promozione in Serie B, il Catanzaro termina il suo campionato in ottava posizione; Nel frattempo Sanderra era stato esonerato in seguito alla sconfitta nel derby contro la Reggina, e sostituito all'ultima giornata dal vice D'Urso, che verrà in seguito confermato come guida tecnica per la stagione 2015-2016.
Il 19 maggio 2015, nell'ambito dell'operazione sul calcioscommesse "Dirty soccer", condotta dalla Procura di Catanzaro, che coinvolge squadre e tesserati di Lega Pro e Serie D, vengono indagati il direttore sportivo Ortoli e il capitano Giampà in merito ad una presunta combine, non andata in porto, che avrebbe dovuto svolgersi durante la gara col Barletta del 1º aprile.
La società, al termine del processo, è risultata estranea ad ogni eventuale tentativo di combine. 
Dopo due stagioni molto sofferte, con due salvezze raggiunte con molte difficoltà, alla fine della stagione 2016-2017 la famiglia Cosentino palesa l'intento di disimpegnarsi dalla gestione della società: il 6 luglio 2017 viene quindi ufficializzata la cessione del Catanzaro ad una nuova compagine societaria, della quale l'85% del capitale sociale appartiene alla famiglia Noto. L'ingegnere Floriano Noto viene contestualmente nominato presidente e amministratore unico.
La stagione 2017/18 l'obbiettivo del Catanzaro è la salvezza, raggiunta alla 35º giornata con una vittoria per 1-0 sul Siracusa, con gol di Riggio al 23º, dopo una stagione tranquilla.
Il 30 maggio 2018 la società, che già utilizzava il logo storico dal 2011, ha annunciato il ritorno della vecchia denominazione "Unione Sportiva Catanzaro", con l'aggiunta finale del "1929".
Nell’estate del 2018 il Catanzaro, oltre ad un buon calciomercato, ingaggia il tecnico Gaetano Auteri.
La stagione è una delle migliori degli ultimi 20 anni. 
Il Catanzaro parte così così, con continuità di vittorie che incominciano ad arrivare solo a novembre. Con l’arrivo del nuovo anno il Catanzaro sembra di un'altra categoria, con 3 o 4 gol segnati a partita. Le aquile chiuderanno il campionato al 3º posto, raggiunto all'ultima giornata dopo un clamoroso 6-3 contro la seconda classificata Trapani. Una città è in festa, dopo anni di delusioni finalmente il Catanzaro è tornato grande. Ma tutto l’entusiasmo si trasforma in delusione quando, ai quarti di finale dei playoff, il Catanzaro dovrà incontrare il lombardi della FeralpiSalò. Sembra un avversario alla portata dei calabresi, ma nella partita d’andata, il 19 maggio, i verdeblu vincono 1-0 grazie ad una punizione di Maiorino, forse con la complicità del portiere giallorosso Furlan che, coperto dalla barriera, non riesce a vedere il tiro partire. 
Il 22 Maggio, alla partita di ritorno, dopo lo svantaggio iniziale, firmato Pesce, il Catanzaro riesce, nel secondo tempo, a ribaltare il punteggio, coi gol di  De Risio e Fischnaller, ma ad un minuto dalla fine la FeralpiSalò sigla il 2-2 che sancisce l'eliminazione dai playoff.

## Gli anni duemilaventi

### 2022-2023: Il ritorno in Serie B dopo 17 anni: Il Catanzaro dei record
Nella stagione 2022-2023, dopo aver condotto un campionato senza sconfitte fino a metà febbraio, il Catanzaro vince il girone C con cinque giornate d'anticipo, guadagnandosi così il ritorno in Serie B dopo diciassette anni. Con solo sei pareggi e due sconfitte, il Catanzaro chiude una stagione da record con 96 punti complessivi, battendo il primato della Ternana di due anni prima (che si era fermata a 90 dopo l'esclusione del Trapani, che tolse automaticamente due giornate al campionato), segnando 102 reti e subendone solo 21, con una ragguardevole differenza reti di +81. Numerosi sono i record per la categoria realizzati in questa stagione: il già citato record di punti complessivi, il record di punti realizzati nel girone d'andata (51), la migliore media punti complessiva (2,52 punti a partita), il record di vittorie complessive (30), il record di segnature di un calciatore in una sola stagione con Pietro Iemmello (28 reti). La stagione termina con la vittoria della Supercoppa Serie C, primo trofeo nazionale per il club giallorosso.